# Марс-ла-Тур
Марс-ла-Тур (фр. Mars-la-Tour) — коммуна во французском департаменте Мёрт и Мозель, региона Лотарингия. Относится к  кантону Шамбле-Бюссьер. Здесь в 1870 году произошла битва между Францией и Пруссией.

## География
Марс-ла-Тур расположен в 22 км к западу от Меца и в 55 км к северо-западу от Нанси. Соседние коммуны: Тронвиль на юго-востоке, Пюксье на юге, Аннонвиль-Сюземон на западе, Виль-сюр-Ирон на северо-западе.

## История
В галло-романский период здесь находился римский каструм с вышкой, посвящённой Марсу, что и объясняет название поселения. Средневековый замок Мар-ла-Тур упоминался ещё в 1192 году, принадлежал графам де Фиккельмон.
В 16 августа 1870 года неподалёку от Марс-ла-Тур во время франко-прусской войны произошла битва между французскими и прусскими войсками, названная Битва при Марс-ла-Тур, после которой французские войска были вынуждены отступить к Мецу. 
В период 1871—1914 годов деревня была пограничной между Францией и Германской империей.

## Демография
Население коммуны на 2010 год составляло 968 человек.
| 1962 | 1968 | 1975 | 1982 | 1990 | 1999 | 2010 |
| ---- | ---- | ---- | ---- | ---- | ---- | ---- |
| 790  | 841  | 787  | 765  | 823  | 853  | 968  |